# 朱邑
朱邑（?—前58年），字仲卿，庐江郡舒縣（今屬安徽省庐江县）人，西汉政治人物。朱邑早年擔任桐鄉嗇夫，辦事清廉公正，對人寬仁慈愛，深獲當地百姓的信任與愛戴，其後朱邑轉任太守卒史，舉賢良為大司農丞，再擢升北海郡太守，以任上「治行第一」的政績，調入京師长安官拜大司農，掌理全國財政大權。朱邑為人淳厚、節儉有操守，以俸祿救濟親友和鄰里，家無餘財。神爵元年，朱邑因病去世，臨終前叮囑兒子將其葬於桐鄉，汉宣帝亦對他的逝世感到婉惜，下令賜予黃金一百斤資助朱邑的祭祀費用。

## 生平

### 廉平不苛
朱邑年輕時做舒縣桐鄉的嗇夫，廉潔、公平而不苛刻，以對人仁愛有利益為做事的原則，未曾鞭笞羞辱過人，撫慰年壽以高的老人和孤兒寡母，對待他們恩義深重，廣受所在鄉部官吏與老百姓們的愛戴和尊敬。其後朱邑升遷太守卒史，經舉薦賢良成為大司農丞，又擢升北海郡太守，因治績第一而進入朝廷擔任大司農。朱邑為人淳樸厚道，尤其是對於老朋友，不過他秉性公正，在交往中絕不徇私。汉宣帝相當器重朱邑，朝廷上下也十分敬重他。

### 感悟薦賢
當時，張敞正擔任胶东国國相，他給朱邑寫信說：「當今聖明的主上傾心於上古时代的歷史，廣泛地延攬優秀的士人，這實在是忠臣竭盡才智的時機，適逢我張敞在遠方守護朝廷的大郡，受制度法令的約束，心胸受到束縛，原本也沒有什麼出奇的才華，即使有的話，又在什麼地方施展呢？而足下憑藉清明的德行，掌管著稷率民農耕的事業，就好像飢餓之人感覺糟糠也是甘甜的，而豐收之年梁肉也會感到多餘一樣，為什麼會這樣呢？是因為有和沒有的客觀情況有所不同，從前，陳平雖然具有賢良之才，仍須待魏倩推薦之後才得以進用，韩信雖然具有軍事奇才，亦有賴萧何的保薦後才被提拔任用，所以賢良之士各自都要舉薦他身處時代的傑出人才，如果一定得是伊尹、呂望之流的人才推薦他們，那麼這種人恐怕不用依靠足下的引薦自己就能進用顯貴了」。
朱邑因張敞信中所言而感悟，此後大力舉薦優秀的士大夫，許多人都得到他的幫助。而朱邑身為朝廷的九卿之一，居處簡約節省，俸祿與皇帝的賞賜都送給了九族同宗以及鄉里鄰居，家中沒有多餘的錢財。

### 必葬桐鄉
神爵元年朱邑病逝，漢宣帝哀憐可惜他，頒布詔令稱讚褒揚說：「大司農朱邑，為官廉潔恪守節操，甚至於退還俸祿，以私奉公，沒有多餘公事以外的私下往來、財禮餽贈，真可稱得上是清廉有德之人，其遭遇不幸，朕十分憐惜他。現在賞賜朱邑的兒子黃金一百斤，以供給他的祭祀之用」。
當初，朱邑在他病重將要去世時，囑咐其子說：「我原先在桐鄉為吏，當地的老百姓敬愛我，等我死後，一定要把我埋葬在桐鄉，後代子孫供奉祭祀我，恐怕還不如桐鄉的老百姓呢！」等到朱邑死後，他的兒子依照遺囑將其埋葬於桐鄉西面郭城的外面，桐鄉的百姓果然共同替朱邑修築起高大的坟墓，並興建了祠堂，每年按照季節在祠堂中祭祀朱邑，至今仍綿延不絕。

## 評價
- 班固：王成、黃霸、朱邑、龔遂、鄭弘、召信臣等，所居民富，所去見思，生有榮號，死見奉祀，此廩廩庶幾德讓君子之遺風矣[1]。
- 朱軾：一命之士，茍存心愛物，於人必有所濟，當邑為嗇夫時，民視為父母久矣。迨夫報最登朝，輿望日重，推其性情行事，蓋豈弟君子也，昔子产死，夫子以為古之遺愛，若邑者，足以當之[3]。
- 黃震：文翁之在蜀，庶幾為生民立極之類矣，黃霸之教化，朱邑之慈祥，龔遂、召信臣之感厲勸率，民心服從，捷於影響，非所謂至誠而動者乎，後世從事於一切以御其民，而曰古今異時，教化不可復行於今也，嗚呼，亦弗思甚哉[4]。

## 延伸閱讀
[在维基数据编辑]
 《漢書/卷089》，出自班固《漢書》